# Wrota obelisków
Wrota obelisków (tyt. oryg. The Obelisk Gate) – powieść fantasy amerykańskiej pisarki N.K. Jemisin, wydana 16 sierpnia 2016. Jest to druga część Trylogii Pękniętej Ziemi (ang. The Broken Earth). Powieść otrzymała nagrodę Hugo dla najlepszej powieści. W Polsce powieść wydała oficyna Sine Qua Non w tłumaczeniu Jakuba Małeckiego. Książka zdobyła nominacje do tytułu Książki Roku 2017 wg portalu LubimyCzytać.pl w kategorii literatura fantastyczna, Nagrody Locusa, World Fantasy Award oraz do Nebuli.